# Mitch Wolterink
Mitch Wolterink (Naarden, 22 september 1989) is een Nederlandse acteur en stemacteur.

## Biografie
Wolterink studeerde af aan de Theaterschool, Amsterdamse Hogeschool voor de Kunsten (jazz en muziektheater).
In 2016 won hij de Musical Award voor Beste Mannelijke Bijrol in een Kleine Musical voor zijn vertolking van Angel in Rent.
Op tv is zijn stem te horen in animatie- en jeugdseries, waaronder de stemmen van Zack in Milo Murphy's Wet, Aladdin in Sherazade Nieuwe Sprookjes Uit 1001 Nacht en David in Mako Mermaids.
In het theater speelde hij o.a. rollen in Sweeney Todd, Voor Alles Een Eerste Keer, Rent, Saturday Night Fever & Urinetown.
Hij is te zien in de 360 graden VR-film Superstar VR die in 2017 geselecteerd was voor de Gouden Kalf-competitie voor het Nederlands Film Festival.

## Theater
- The Wiz (musical) (Van Hoorne Studios) Vogelverschrikker
- Pretty Woman (musical) (Stage Entertainment) Happy Man / Mr Thompson / Hollister
- Fun Home (Opus One / ITA) Roy, Mark, Pete, Bobby Jeremy
- Sweeney Todd Tour (Opus One) Tobias Ragg
- Telkens Weer Het Dorp (zonnehuis muziektheater)
- Voor Alles Een Eerste Keer (Stent Producties) Kerwin
- Rent Tour (DeLaMar Producties) Angel
- Sweeney Todd (Opus One) Tobias Ragg
- Rent in Concert (DeLaMar Theater) Angel
- Rent (m-lab) Angel Dumott Schunard
- Saturday Night Fever (Stage Entertainment) understudy Bobby C, DJ Monty, Ensemble
- Daddy Cool (V&V Entertainment) Alternate Razta
- Urinetown (Opus One / Stage Entertainment) Hakmes Harrie & Meneer van der Valk
- Loverboy (NJMT) David
- Narnia, de leeuw, de heks & de kleerkast (NJMT) Mr. Tumnus

## Film
- Superstar VR (Bindfilm)

## Stemmenwerk
- Milo Murphy's Law
- Lion King 2019
- Go! Vive a Tu Manera
- Sherazade: Nieuwe Sprookjes Uit1001Nacht
- Peperbollen
- Disney Once (TV series)
- Mako Mermaids
- Miraculous
- Thomas & Friends
- Extreme Football
- Game Shakers
- V-tech Toet, Toet Auto's

## Prijzen
- 2016 Musical Award Beste Mannelijke bijrol (Rent)
- 2015 M-Lab Award Talent Award